# Mouchaouaouastiirinioek
Mouchaouaouastiirinioek, jedno od lokalnih plemena Montagnais-Naskapa iz 17. stoljeća koje je živjelo negdje na kanadskom Labradoru. Točna lokacija nije poznata, a nalazila se vjerojatno u dolini rijeke Saguenay ili sjevernije, između Hudson Baya i St. Lawrencea. Prema Evanu T. Pritchardu pripadaju grani Naskapi, plemena koja se od Montagnaisa fizički razlikuju nižim rastom. Spominju se u Jes. Rel. 1643, 38, 1858.

## Vanjske poveznice
- The Jesuit Relations and Allied Documents
- Montagnais Indian Tribe History